# McBride (Michigan)
McBride – wieś w Stanach Zjednoczonych, w stanie Michigan, w hrabstwie Montcalm.